# René Strauwen
René Strauwen was een Belgisch hockeyer.

## Levensloop
Strauwen was actief bij Brussels HC en Royal Léopold.
Daarnaast maakte hij deel uit van het Belgisch hockeyteam. Met de nationale ploeg nam hij onder meer deel aan de Olympische Zomerspelen van 1920, alwaar hij brons behaalde met de Belgische equipe.